# Соња Лихт
Соња Лихт (латиницом и Sonja Licht; Суботица, 26. мај 1947) српска је активисткиња. Она је активисткиња за људска права, антиратна активисткиња, феминисткиња и оснивачица више организација у Србији и региону. Обављала је функцију спољнополитичког савета Министарства спољних послова Републике Србије. Бивша је председница Управног одбора предузећа „Политика а.д.“.

## Биографија
Соња Лихт се родила две године после Другог светског рата (26. маја 1947) у Суботици. Отац јој је био доктор Лихт Антун, а мајка Сузана. Њени родитељи су се упознали 1945. године у Немачкој, а исте су се и доселили у Суботицу. Упознали су се у близини границе према Француској где је њен отац био стациониран као заробљеник. Антун је рано упознао Соњу и њену сестру са злоделима фашизма и антисемитизма. Он је дипломирао на Медицинском факултету Универзитета у Београду и био истакнути епидемиолог. Соњина мајка је имала тешко детињство у Пољској као Јеврејка. До краја рата била је под принудним радом представљајући се као Украјинка. Од ње је спознала како се жена бори и своју мајку назива „јаком женом”.

### Образовање
Соња Лихт је одрасла у мултинационалном и вишејезичном окружењу. Креће у обданиште на српском језику, на српском наставном језику похађа основну школу и Гимназију. Похађала је основну школу „Змај Јован Јовановић”, након тога Гимназију у Суботици. После започиње студије на Филозофском факултету у Београду, на одељењу за филозофију и социологију 1966. Године. Након тога је уписала и завршила постдипломске студије из социокултурне антропологије. Тада је тек основан тај први интердисциплинарни програм на Филозофском факултету у Београду, а водила га је професорка Загорка Голубовић чију важност у свом личном развоју Соња истиче.

### Академска каријера
Соња се 1973. Запослила као асистенткиња - приправница у Институту за филозофска и социолошка истраживања, где је радила од 1972. до 1975. године. Након тога је радила у Институту за међународну политику и привреду до 1982. Наставила је каријеру у Заводу за Проучавање културног развитка до деведесете, а од 1991. у Институту за европске студије. За време започињања њене каријере седамдесетих догађају се политичке нестабилности у Југославији попут Хрватског пролећа. Око 1975. године написала је анализу о Берлинском скупу комунистичке партије што није било у складу са мишљењем комунистичког режима у Југославији након чега је дошло до политичких несугласица на њеном радном месту.

## Активизам
На Соњино бављење људским правима утицао је скуп Конференције о европској безбедности и сарадњи (од које је проистекао ОЕБС), стварање и потписивање Хелсиншког уговора као и суђење шесторци у Југославији. Као битан момент истиче и покрет солидарности у Пољској.
| „ | Била сам поборница идеје ангажмана од кад знам за себе. Зато сам увек говорила о себи да сам изнад свега активиста. | ” |

Соња је једна од оснивачица Београдског центра за мир и демократију. Ангажовала се и у Хелсиншком комитету за људска права који је основан 1986. и који је имао регионални карактер, била је активна  у Хелсиншкој федерацији за људска права где се залагала за питања Рома. Соња је такође била укључена  у стварање Хелсиншког парламента за права грађана који је иницирао Вацлав Хавел. У Сарајеву 1991. била је једна од оснивачица Југословенског огранка Хелсиншког парламента.
На њену иницијативу и залагање настали су Фонд за хуманитарно право, Комитет правника за људска права YUCOM- а, Центар за антиратну акцију (заједно са Весном Пешић, Стојаном Церовићем), Београдски женски лоби (основан 1990. године), а једна је од оснивачица и Београдског женског парламента (основан 8. марта 1991. године).
Била је у првом савету Фонда за хуманитарно право, ангажовала се у настанку YUCOM-а који је основала поред осталих и Биљана Ковачевић Вучо.
Од 1989 до 2003. Година била је директорка Сорош фондације Југославије (од 1996. Фонда за отворено друштво). Тада је Фонд водио хуманитарни програм, учествовао у подршци избеглицама, медијима, заговарао мир и демократију. Хуманитарна помоћ је укључивала набавку лекова, а СЗО је дошла много касније.
Говорила је 1999. против бомбардовања уз наглашавање да се тиме не може ништа решити.
Основала је Београдски фонд за политичку изузетност 2003. година који је и даље присутан.
Соња је деведесетих година била чланица Београдског круга, а имала је улогу и приликом организовања Црног флора.

### Омладински активизам
Рано је кренула да се бави активизмом. Од петог разреда основне школе била је део подмлатка Црвеног крста. Две године касније била је секретарка Школског комитета омладине, након тога председница Школског комитета омладине, председница Ученичке заједнице и Омладинског комитета Гимназије. Била је најмлађа чланица Општинског комитета омладине. Присуствовала је Светском омладинском форуму Хералд Трибјуна у Њујорку 1966. Године. Када се вратила матурирала је, уписала факултет и одселила се у Београд.
У студентској организацији наставља да се бави активизмом, када је на партијском састанку на Филозофском факултету говорила о рату у Вијетнаму. Соња се истакла на студентским протестима 1968. године када је била активна „од првог до последњег дана”. Тада почиње њен дисидентски живот. Првог дана протеста учествовала је у заузимању зграде ректората.
Исте године узели су јој пасош и пријатељи су јој завршили у затвору. Тада је радила као секретарка у редакцији часописа Филозофија. Ту је уређивала рубрику углавном о суђењима Милану Николићу, Јелки Клаић... Соња Лихт за себе често каже да је вечити дисидент. Њен партнер Милан Николић говори о њој:
| „ | Она је шверцовала забрањен број часописа Филозофија на Корчуланску летњу школу августа 1968, а једина је имала храбрости и смелости да кришом сними суђење мени, Јелки Кљајић и Павлушку Имшировићу 1972. у Окружном суду Београда. | ” |

Током својих омладинских активности у Новом Саду упознала је своје пријатеље Драгана Клаића и Желимира Жилника 1967-68, а та преплитања активности и пријатељства су се и касније одржала.

### Феминизам
Истиче да је феминисткиња постала осамдесетих година. Соња је учествовала у оснивању бројних феминистичких иницијатива и организација попут Београдског женског парламента, Београдског Женског лобија итд.  Први програм, од многих, Београдског фонда за политичку изузетност био је припрема жена да се кандидују за председнице општина или градоначелнице на локалним изборима широм Војводине. Тај програм оснаживања је резултовао оснивањем Женске парламентарне мреже 2013. Године. Соња Лихт је заговорница коришћења родно сензитивног језика. Фонд за отворено друштво, које је Соња такође основала, је био „пресудан за женски покрет”.
| „ | Увек нагласим да су најзначајнија тежишта и стубови цивилног друштва женске организације и женски активизам. | ” |

Када је отворен СОС телефон била је помоћница тадашњој шефици Радио Београда, Светлани Лукић. Том приликом је интервјуисала Лепу Млађеновић.

### Активизам за права Рома и Ромкиња
Почиње да се бави питањима људских права 1979. и то положајем Рома и Ромкиња у Југославији. Истиче да је била сведокиња страха код ове етничке мањине приликом комуникације са другима. Њено одрастање у мултиетничком окружењу је допринело њеном приступу приликом разумевања положаја у којем се Роми налазе.
Осамдесетих година је учествовала на скупу где је изложила свој текст о политичкој еманципацији Рома који је Објављен у Гласнику UNESCO-а. Тада се сукобила са белгијским антропологом, након чега је Рене Кониг стао у њену заштиту.
У мају 2002. Године је у Будимпешти организован састанак посвећен програмима свих националних фондација, поред људи из фондације међу којима је и Соња, били су присутни Роми и Ромкиње који су се бавили активизмом и добила подршку од фондација.
| „ | Моје суочавање са положајем и судбином Рома траје већ преко 40 година, као и моја одлука да се борим, како год и где год могу и знам, против дубоко укорењеног расизма према најбројнијој европској мањини до данас. | ” |

Београдски фонд за политичку изузетност који је Соња основала је учествовао у доградњу кућа људи, уз обезбеђивање посла и охрабрење предузетничких напора. Такође је у Нишкој Бањи отворена локална канцеларија за пружање правне и административне помоћи ромском становништву који је обухватио око 600 домаћинстава. Одређене планове је омела пандемија корона вируса.

## Награде
- Награда Хирошима фондације за мир, 1993.
- Награда Међународног комитета за људска права у Америци, 1997.
- Награда „Алберт Швајцер” Института за људска права и борбу за хуманије друштво у Конектикату, САД, 1998.
- Награда за толеранцију Министарства за људска и мањинска права СЦГ за 2005. годину
- Про Мерит орден Савета Европе за изградњу цивилног друштва и демократије у Србији и Источној Европи, 2008.
- Орден италијанске звезде солидарности, 2008.
- Легија части Републике Француске, 2008.
- „Бакља МДГ3” признање за промовисање родне равноправности у Србији Амбасаде Краљевине Данске, 2008.
- Витез позива „Лиге експерата – ЛЕX”, 2009.
- Допринос године Европи 2011. Европског покрета у Србији, 2011.
- Орден Савезне Републике Немачке за посебне заслуге, 2018.

Додељене су јој награде за мир Шведског социјалног форума и Европског ректорског клуба, награда за људска права Међународне лиге за људска права, као и награда за толеранцију Министарства за људска и мањинска права СЦГ за 2005. годину. Уредништво недељника Време изабрало ју је за личност 2007. године.